# FK Turnov
FK Turnov je fotbalový klub z Turnova hrající Liberecký přebor od sezóny 2019/20. Po dvanácti dlouhých sezónách opustil jako tradiční účastník divizi C. Klub byl založen v roce 1999. V roce 2004 se sloučil s FK Pěnčín a vystupoval pod názvem FK Pěnčín-Turnov. Klub navazuje na tradici klubu FC Turnov, který hrál i 2. českou nejvyšší soutěž v letech 1993/94 a 1995/96. Od roku 2016 vystupuje klub opět samostatně.
- 1999 – FK Turnov (Fotbalový klub Turnov)
- 2004 – FK Pěnčín-Turnov (Fotbalový klub Pěnčín-Turnov) sloučení s FK Pěnčín
- 2016 – FK Turnov (Fotbalový klub Turnov)

## Umístění v jednotlivých sezonách
| Česko (2005 – současnost) |                          |        |        |
| Sezóna                    | Liga                     | Úroveň | Pozice |
| 2004/05                   | Přebor Libereckého kraje | 5.     | 7.     |
| 2005/06                   | Přebor Libereckého kraje | 5.     | 2.     |
| 2006/07                   | Přebor Libereckého kraje | 5.     | 1.     |
| 2007/08                   | Divize C                 | 4.     | 7.     |
| 2008/09                   | Divize C                 | 4.     | 11.    |
| 2009/10                   | Divize C                 | 4.     | 13.    |
| 2010/11                   | Divize C                 | 4.     | 13.    |
| 2011/12                   | Divize C                 | 4.     | 8.     |
| 2012/13                   | Divize C                 | 4.     | 13.    |
| 2013/14                   | Divize C                 | 4.     | 4.     |
| 2014/15                   | Divize C                 | 4.     | 6.     |
| 2015/16                   | Divize C                 | 4.     | 5.     |
| 2016/17                   | Divize C                 | 4.     | 9.     |
| 2017/18                   | Divize C                 | 4.     | 5.     |
| 2018/19                   | Divize C                 | 4.     | 15.    |
| 2019/20                   | Přebor Libereckého kraje | 5.     | 3.     |
| 2020/21                   | Přebor Libereckého kraje | 5.     | 1.     |
| 2021/22                   | Přebor Libereckého kraje | 5.     | 1.     |
| 2022/23                   | Divize C                 | 4.     | 9.     |
| 2023/24                   | Divize C                 | 4.     | 5.     |
| 2024/25                   | Divize C                 | 4.     | 6.     |

Poznámky:
- 2019/20: Sezona nedohrána kvůli pandemii covidu-19.
- 2020/21: Sezona nedohrána kvůli pandemii covidu-19.